# مدیریت سرمایه سربروس
مدیریت سرمایه سربروس (به انگلیسی: Cerberus Capital Management) شرکت سرمایه‌گذاری و خدمات مالی آمریکایی است، که در زمینه مبادلات سهام اختصاصی، مدیریت مزایای بازنشستگی و توسعه املاک و مستغلات فعالیت می‌کند.
شرکت مدیریت سرمایه سربروس در سال ۱۹۹۲ توسط استیو فینبرگ و ویلیام ریشتر تأسیس شد و در حال حاضر دارای عملیات در آسیا، اروپا و ایالات متحده آمریکا می‌باشد. دفتر مرکزی این شرکت در شهر نیویورک قرار دارد.